# Автобан A42 (Німеччина)
Федеральний автобан A42 (A42, нім. Bundesautobahn 42)  – автобан у Північному Рейні-Вестфалія проходить із заходу на схід на північі Рурського регіону від Камп-Лінтфорт та через північ Дуйсбурга, Обергаузена, Боттропа, півночі Ессена, Гельзенкірхена, Герне та Кастроп-Рауксель до Дортмунда. Його також називають Emscherschnellweg.

## Маршрут

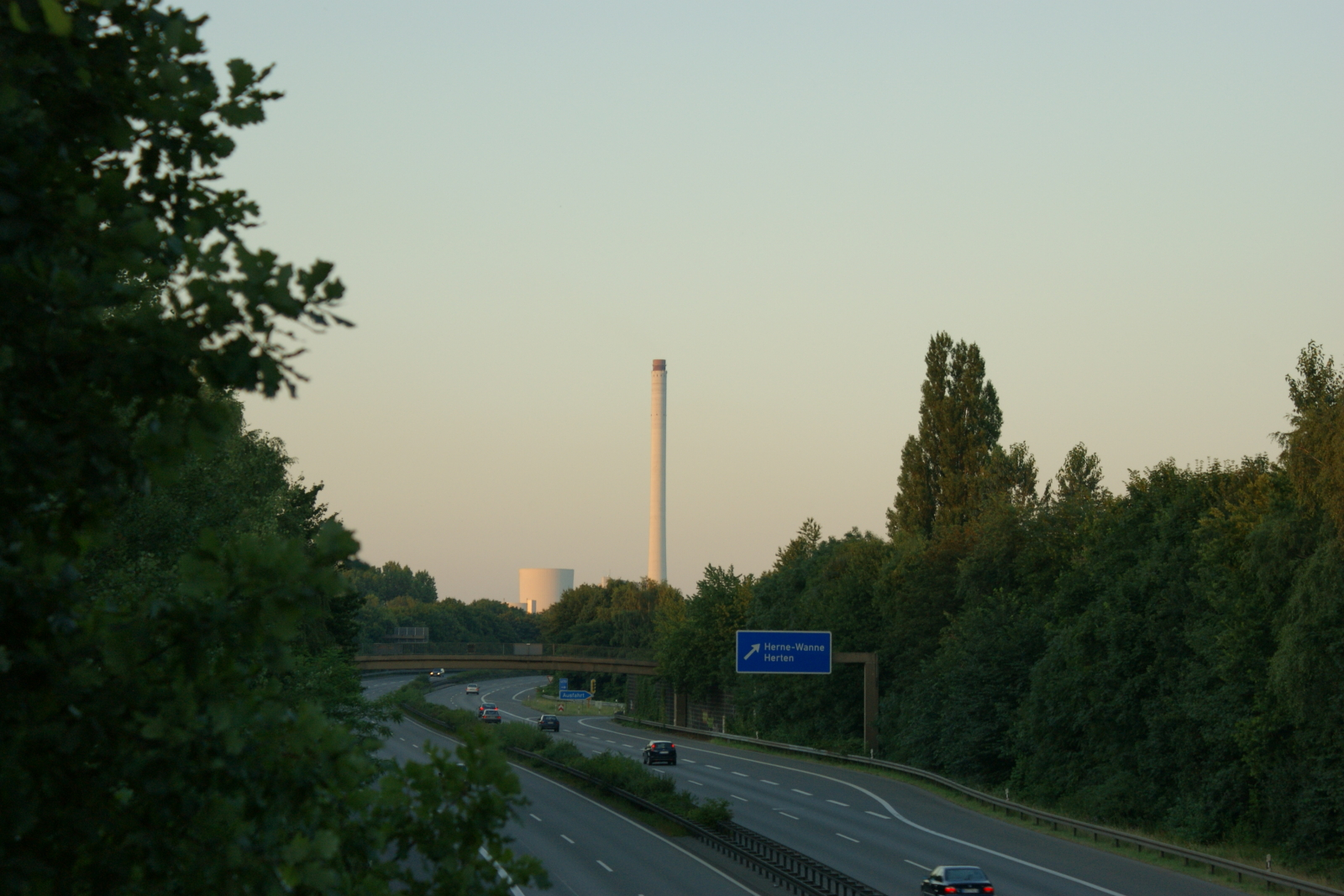
Автобан A42 перед перехрестям Wanne-Herne з видом на вугільну електростанцію Herner STEAG.

Будівництво почалося в районі Герне в 1965 році, маршрут був випущений як дорога державного значення в 1968 році і оновлений до автомагістралі лише в 1969 році. У 1971 році була повністю звільнена перша ділянка між розв'язкою Ессен-Північ і розв'язкою Герне, а в 1975 році послідувала ділянка від розв'язки Герне до розв'язки автомагістралі Кастроп-Рауксель-Схід із підключенням до A45.